# ناه کاردوسو
ناه کاردوسو (به انگلیسی: Nah Cardoso) (زاده ۲۲ مارس ۱۹۹۳) بازیگر برزیلی است. او بیش از ۶ میلیون دنبال کننده در شبکه‌های اجتماعی دارد، وبلاگ‌های وی مرجع مد بسیاری از جوانان است.